# Economia de l'Uzbekistan

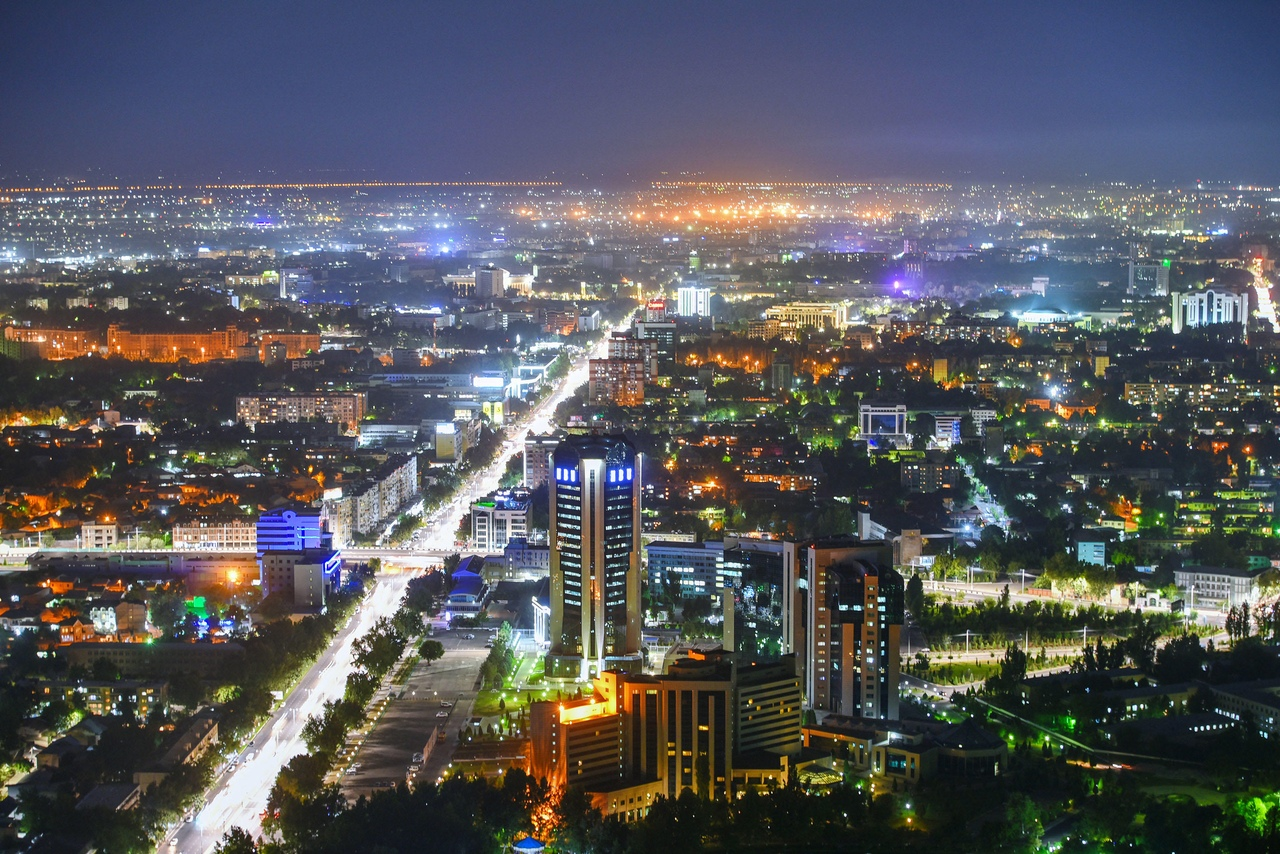
Edificis comercials a Taixkent.

L'Uzbekistan era una de les zones més pobres de l'antiga Unió Soviètica amb més de 60% de la seva població vivint en comunitats rurals densament poblades. En anys recents seva economia ha estat orientada des de la seva independència a una transició gradual a una economia de mercat. No obstant això, el progrés en reformes econòmics ha estat cautelos i ha registrat alguns assoliments. Encara no s'ha eliminat la bretxa entre el mercat negre i les taxes de canvi oficials. El comerç restrictiu del règim i les seves polítiques generalment intervencionistes segueixen tenint efectes en la seva economia. Entre les restriccions imperants es troba la capacitat de convertibilitat de la moneda i altres mesures governamentals per controlar l'activitat econòmica, incloent la implementació de severes restriccions a les importacions i tancaments esporàdics de les seves fronteres amb els veïns Kazakhstan, Kirguizstan i Tadjikistan, els quals han portat a organitzacions internacionals a suspendre o fer marxa enrere els crèdits projectes.
El Govern de l'Uzbekistan, que treballa en estreta col·laboració amb el Fons Monetari Internacional, ha realitzat considerables progressos en la reducció de la inflació i el dèficit pressupostari. La moneda nacional (el som uzbek) es va fer convertible en 2003 com a part del programa d'estabilització dissenyat pel FMI, encara que segueixen existint algunes restriccions administratives. L'agricultura i la indústria contribueixen igualment en l'economia, representant cadascun aproximadament una quarta part del PIB. Lo país és actualment el 2n major exportador de cotó del món encara que la importància d'aquest producte ha declinat significativament des de la seva independència. Així mateix, Uzbekistan és un gran productor d'or, amb la major mina a cel obert d'or al món, posseeix dipòsits substancials de coure, minerals estratègics, i un gran productor de petroli i gas natural.